# Gene Milford
Pour les articles homonymes, voir Milford.
Arthur Eugene « Gene » Milford est un monteur (membre de l'ACE), producteur et réalisateur américain, né le 19 janvier 1902 à Lamar (Colorado), mort le 23 décembre 1991 à Santa Monica (Californie).

## Biographie
Gene Melford débute comme monteur sur un film muet sorti en 1926. Suivent près de cent autres films américains à ce poste (y compris quelques coproductions), le dernier étant Inchon de Terence Young (avec Laurence Olivier et Jacqueline Bisset), sorti en 1981.
Parmi les films notables qu'il monte, citons La Blonde platine (1931, avec Loretta Young, Robert Williams et Jean Harlow) et Les Horizons perdus (1937, avec Ronald Colman et Jane Wyatt) de Frank Capra, Sur les quais (1954, avec Marlon Brando, Karl Malden et Eva Marie Saint) et La Fièvre dans le sang (1961, avec Natalie Wood et Warren Beatty) d'Elia Kazan, La Poursuite impitoyable d'Arthur Penn (1966, avec Marlon Brando, Jane Fonda et Robert Redford), ou encore Le Reptile de Joseph L. Mankiewicz (1970, avec Kirk Douglas et Henry Fonda).
Il est également monteur pour la télévision, sur deux séries (1971-1972) et quatorze téléfilms (1957-1979), dont Miracle sur la 34e rue de Fielder Cook (1973, avec Sebastian Cabot et Jane Alexander).
En outre, expérience unique, il est producteur et réalisateur d'un film sorti en 1960.
Durant sa carrière, Gene Milford obtient trois nominations à l'Oscar du meilleur montage, dont deux gagnés pour les films pré-cités Les Horizons perdus et Sur les quais.

## Filmographie partielle
(comme monteur, sauf mention contraire)

### Cinéma
- 1926 : Two Can Play de Nat Ross

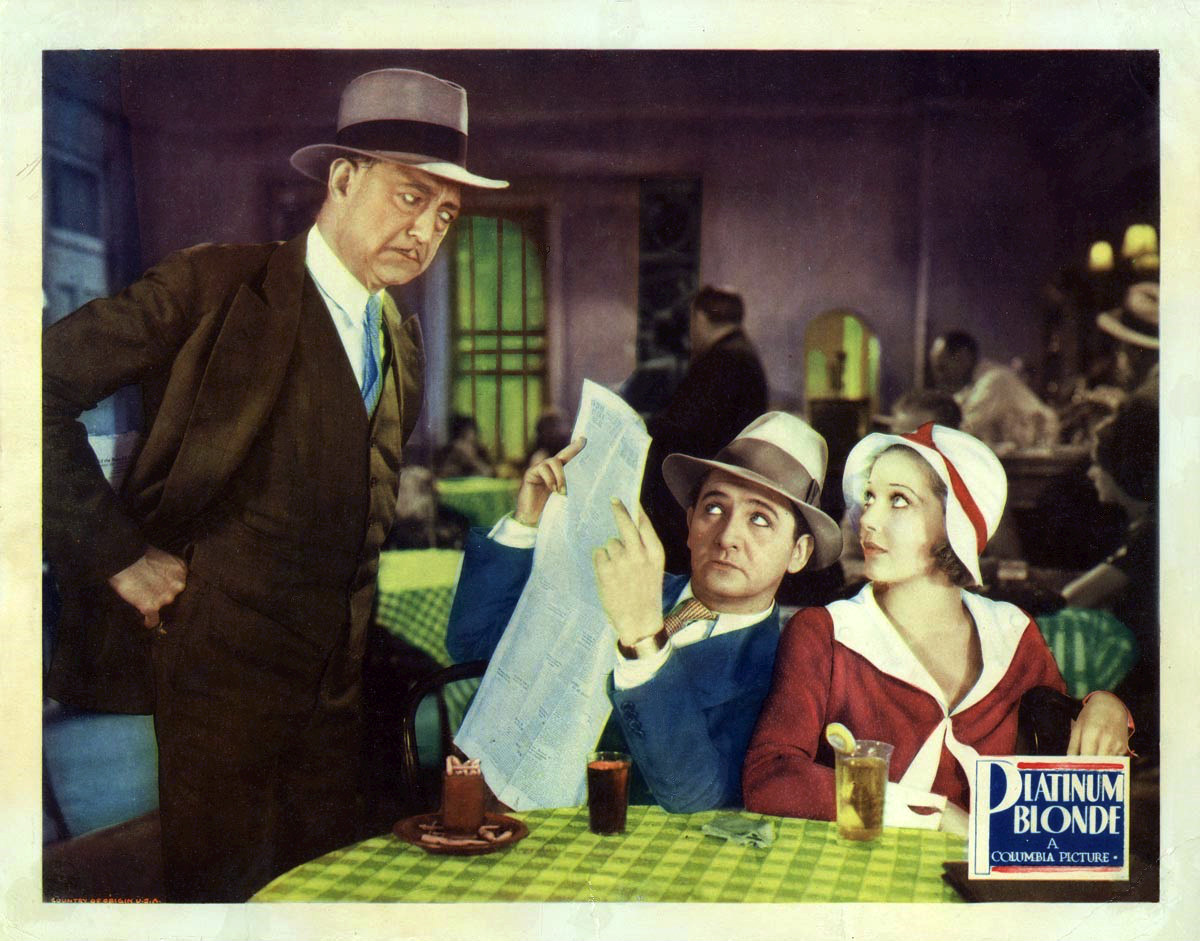
La Blonde platine (1931, poster promotionnel) :
Edmund Breese, Robert Williams et Loretta Young (de g. à d.)

- 1927 : Vedettes par intérim (Ladies at Ease) de Jerome Storm
- 1928 : L'Antigone d'Hollywood (The Masked Angel) de Frank O'Connor
- 1929 : Les Mousquetaires de l'air (Flight) de Frank Capra
- 1930 : Around the Corner (en) de Bert Glennon
- 1931 : Maker of Men d'Edward Sedgwick
- 1931 : The Flood de James Tinling
- 1931 : La Blonde platine (Platinum Blonde) de Frank Capra
- 1931 : Arizona de George B. Seitz
- 1932 : L'Aigle blanc (White Eagle) de Lambert Hillyer
- 1933 : Un rêve à deux (Let's Fall in Love) de David Burton
- 1934 : Une nuit d'amour (One Night of Love) de Victor Schertzinger
- 1934 : The Ninth Guest de Roy William Neill
- 1934 : Le capitaine déteste la mer (The Captain Hates the Sea) de Lewis Milestone
- 1934 : The Fighting Ranger (en) de George B. Seitz
- 1935 : Aimez-moi toujours (Love Me Forever) de Victor Schertzinger
- 1936 : Deux Enfants terribles (And So They Were Married) de Elliott Nugent
- 1936 : La musique vient par ici (The Music Goes 'Round) de Victor Schertzinger
- 1937 : Les Horizons perdus (Lost Horizon) de Frank Capra
- 1937 : The League of Frightened Men d'Alfred E. Green
- 1937 : Le Cœur en fête (When You're in Love) de Robert Riskin et Harry Lachman
- 1937 : Hollywood Hollywood (Something to Sing About) de Victor Schertzinger
- 1938 : Mr. Boggs Steps Out de Gordon Wiles
- 1938 : La Revanche de Tarzan (Tarzan's Revenge) de D. Ross Lederman
- 1939 : Garde-côtes (Coast Guard) d'Edward Ludwig
- 1939 : Frontier Pony Express de Joseph Kane
- 1941 : Tillie the Toiler de Sidney Salkow
- 1941 : Confessions of Boston Blackie d'Edward Dmytryk
- 1943 : Amour et Swing (Higher and Higher) de Tim Whelan
- 1944 : The Falcon Out West de William Clemens
- 1944 : Step Lively de Tim Whelan
- 1945 : China Sky de Ray Enright
- 1954 : Sur les quais (On the Waterfront) d'Elia Kazan
- 1955 : L'Homme au fusil (Man with the Gun) de Richard Wilson
- 1956 : Baby Doll d'Elia Kazan
- 1957 : Un homme dans la foule (A Face in the Crowd) d'Elia Kazan
- 1960 : The Pusher (producteur et réalisateur)
- 1961 : La Fièvre dans le sang (Splendor in the Grass) d'Elia Kazan
- 1962 : Taras Bulba de J. Lee Thompson
- 1963 : Massacre pour un fauve (Rampage) de Phil Karlson
- 1964 : La mariée a du chien (Wild and Wonderful) de Michael Anderson
- 1964 : Les Nouveaux Internes (The New Interns) de John Rich
- 1965 : Chambre à part (That Funny Darling) de Richard Thorpe
- 1965 : Étranges compagnons de lit (Strange Bedfellows) de Melvin Frank
- 1966 : La Poursuite impitoyable (The Chase) d'Arthur Penn
- 1966 : Sans foi ni loi (Incident at Phantom Hill) d'Earl Bellamy
- 1966 : Texas, nous voilà (Texas Across the River) de Michael Gordon
- 1967 : Seule dans la nuit (Wait Until Dark) de Terence Young
- 1967 : Objectif Lune (Countdown) de Robert Altman
- 1969 : Le Plus Grand des hold-up (The Great Bank Robbery) d'Hy Averback
- 1970 : Le Reptile (There Was a Crooked Man...) de Joseph L. Mankiewicz
- 1971 : Mrs. Pollifax – Spy de Leslie H. Martinson
- 1974 : L'Homme du clan (The Klansman) de Terence Young
- 1974 : W de Richard Quine
- 1981 : Inchon de Terence Young

### Télévision
(téléfilms)
- 1972 : No Place to Run de Delbert Mann et John Badham
- 1973 : Miracle sur la 34e rue (Miracle on 34th Street) de Fielder Cook
- 1973 : L'Homme qui n'avait pas de patrie (The Man Without a Country) de Delbert Mann
- 1974 : Le Lys de Brooklyn (A Tree Grows in Brooklyn) de Joseph Hardy
- 1975 : Le Comte de Monte-Cristo (The Count of Monte Cristo) de David Greene
- 1978 : Breaking Up (en) de Delbert Mann
- 1978 : The World Beyond de Noel Black
- 1979 : Déchirée entre deux amours (Torn Between Two Lovers) de Delbert Mann
- 1979 : And Baby Makes Six de Waris Hussein

## Récompenses et distinctions

### Récompenses
- Oscar du meilleur montage :
  - En 1938, pour Les Horizons perdus (partagé avec Gene Havlick) ;
  - Et en 1955, pour Sur les quais.

### Nominations
- Oscar du meilleur montage :
  - En 1935, pour Une nuit d'amour.